# Walther Riese
Walther Riese, auch Walter (geboren 30. Juni 1890 in Berlin; gestorben 9. September 1976 in Richmond, Virginia) war ein deutsch-amerikanischer Psychiater und Medizinhistoriker.

## Leben
Walther Riese war der Sohn des Berliner Fabrikanten Emil Riese und der Anna, geb. Rosenthal. Nach dem Abitur am Dorotheenstädtischen Gymnasium studierte er in Berlin, Greifswald und Straßburg Medizin und promovierte 1915 bei Ernst Meyer in Königsberg. 1914 wurde er zum Kriegsdienst eingezogen. 1915 heiratete er die ungarische Berlinerin Hertha Pataky (1892–1981), eine Ärztin und Frauenrechtlerin. Das Paar hatte zwei Töchter, Renate und Beate. Kurt Goldstein holte ihn 1920 nach Frankfurt am Main, wo er sich 1924 habilitierte. 1926 wurde er Leiter des Neuroanatomischen Instituts an der Frankfurter Psychiatrischen Klinik bei Karl Kleist.
Nach der Machtübergabe an die Nationalsozialisten kamen er und seine Frau für drei Tage in Schutzhaft. Unter Zurücklassung all ihrer Habe fuhr die Familie am 31. März 1933, einen Tag bevor die Pässe der Juden eingezogen wurden, mit dem Zug nach Basel. Da er in der Schweiz keine Arbeitserlaubnis bekam, zog die Familie auf Vermittlung von Angelo Donati und Mieczyslaw Minkowski nach Lyon. Vorher mussten alle vier noch das Baccalauréat in Paris nachholen. 1937 wechselte er an die Sorbonne, um dort ein Laboratorium für vergleichende Anatomie nach Frankfurter Vorbild aufzubauen.
Infolge der deutschen Eroberung Frankreichs flohen sie in den Süden Frankreichs und von dort in die französische Kolonie Marokko, wo sie in Casablanca ein griechisches Schiff nach Kanada erreichten und von dort schließlich in die USA einreisen konnten. Mit Unterstützung der Rockefeller Foundation erhielt Riese einen Lehrauftrag an der Universität Richmond, wo er ein hirnpathologisches Labor aufbaute.
Riese wurde in Richmond Professor für Geschichte der Medizin und schließlich auch Professor für Neurologie und Psychiatrie. Im Zuge der Wiedergutmachung erhielt Riese 1969, 24 Jahre nach Kriegsende und 36 Jahre nach seiner Vertreibung aus Frankfurt, die Rechtsstellung eines ordentlichen Professors der Frankfurter Universität.

## Schriften (Auswahl)
- Historical explorations in medicine and psychiatry, 1978
- Selected papers on the history of aphasia, 1977
- La thérapie des passions à la lumière de al pensée médicale du 17_1tne sieěcle, Bâle : Karger, 1965
- The legacy of Philippe Pinel; an inquiry into thought on mental alienation, 1969
- On the passions and errors of the soul by Galen, 1963
- Phyloanalysis; theoretical and practical considerations on Burrow's group-analytic and socio-therapeutic method, 1963
- Jean-Martin Charcot: Lectures on the diseases of the nervous system, 1962
- A history of neurology. Vorwort Félix Martí-Ibáñez, New York, MD Publications 1959
- La pensée morale en médecine; premiers principes d'une éthique médicale, 1954
- The conception of disease: its history, its versions, and its nature, 1953
- Principles of neurology in the light of history and their present use, New York : Nervous and Mental Disease Mongraphs, 1950
- La pensée causale en médecine, Paris : Presses Univ. de France, 1950
- La pensée causale en médecine, 1950
- Système nerveux cérébro-spinal (juillet 1938-juillet 1939), 1940
- Le mystère animal, Paris : Plon, 1939
- L'idée de l'homme dans la neurologie contemporaine, 1938
- Das Triebverbrechen, Bern : Huber, 1933
- Das Triebverbrechen : Untersuchungen über die unmittelbaren Ursachen des Sexual- und Affektdeliktes sowie ihre Bedeutung für die Zurechnungsfähigkeit des Täters : nebst einem Anhang über die reichsgerichtliche und eidgenössische Rechtsprechung in der Frage der Zurechnungsfähigkeit, 1933
- Die Unfallneurose und das Reichsgericht : 15 z. Teil unveröffentlichte Reichsgerichtsentscheidungen, 1930
- Die Unfall-Neurose als Problem der Gegenwartsmedizin : Voraussetzungen und Grundlagen ihrer Beurteilung, Begutachtung und Behandlung, 1929
- Das Sinnesleben eines Dichters, Georg Trakl, 1928
- Der Fall Wiechmann : zur Psychologie und Soziologie des Familienmordes, 1928
- Vincent van Gogh in der Krankheit; ein Beitrag zum Problem der Beziehung zwischen Kunstwerk und Krankheit, 1926

## Zeitschriftenbeiträge (Auswahl)
In: Der sozialistische Arzt
- Unfallneurose vom sozialärztlichen Standpunkt. Band V (1929), Heft 1, (März), S. 21–25 Digitalisat